# Preston 28 February 1980
Preston 28 February 1980 es el primer álbum en vivo de la banda Joy Division, registrado en el Warehouse de Preston el 28 de febrero de 1980. El álbum fue lanzado en Reino Unido el 24 de mayo de 1999 y en Estados Unidos el 13 de julio del mismo año.
También fue puesto en un "boxed set" junto con su álbum en vivo sucesor Les Bains Douches 18 December 1979 de 2001.
La portada cuenta con una imagen codificada de una avenida.

## Lista de canciones
Todas las canciones compuestas por Joy Division.
1. "Incubation" – 3:06
2. "Wilderness" – 3:02
3. "Twenty Four Hours" – 4:39
4. "The Eternal" – 8:39
5. "Heart and Soul" – 4:46
6. "Shadowplay" – 3:50
7. "Transmission" – 3:23
8. "Disorder" – 3:23
9. "Warsaw" – 2:48
10. "Colony" – 4:16
11. "Interzone" – 2:28
12. "She's Lost Control" – 5:02